# Cerkiew św. Mikołaja w Szanghaju
Cerkiew św. Mikołaja – cerkiew prawosławna w Szanghaju, wzniesiona w latach 1932–1934.

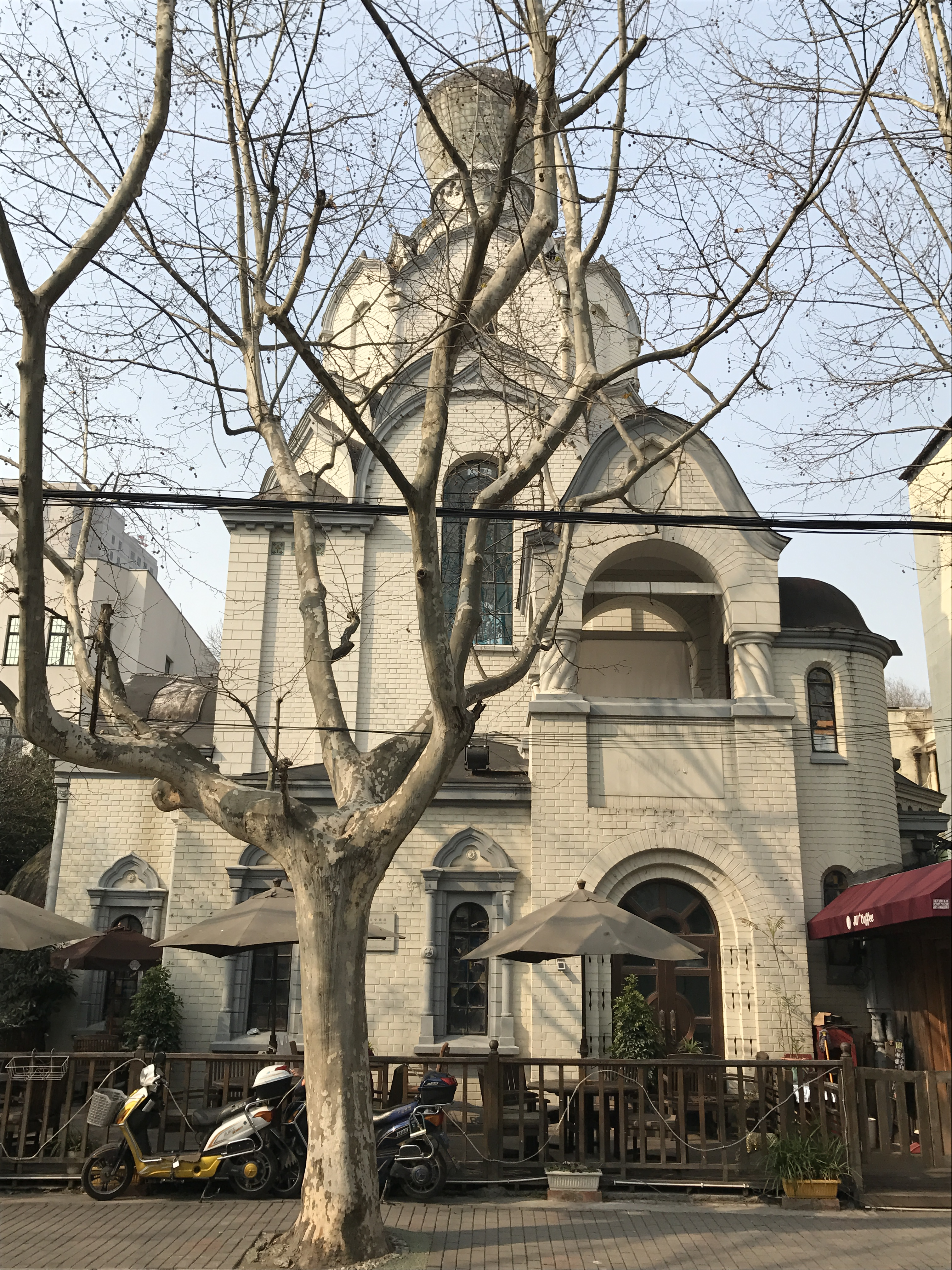
Budynek cerkwi w 2017 r.

Inicjatorem wzniesienia świątyni był rosyjski biały emigrant, gen. Glebow. Budynek powstał dzięki prywatnym składkom wiernych oraz innych osób, np. brytyjskiego generała Fleminga. W planach twórców cerkiew miała upamiętniać los cara Mikołaja II, jego żony Aleksandry Fiodorowny, córek Olgi, Tatiany, Marii i Anastazji oraz syna Aleksego. Kamień węgielny pod cerkiew został położony na obszarach będących własnością Francji, 18 grudnia 1932. Budynek był gotowy 31 marca 1934.
Cerkiew była czynna do sierpnia 1955, kiedy została zamknięta dla kultu religijnego. Pełniła początkowo funkcję pralni, a następnie (co trwa do dziś) zaadaptowano ją na lokal gastronomiczny. Cechy architektury cerkiewnej są w niej nadal wyraźne, stąd od 1994 znajduje się pod ochroną jako zabytek.
Od maja do grudnia 2010 w obiekcie odbywały się regularne nabożeństwa przeznaczone dla prawosławnych gości targów EXPO. W cerkwi obchodzono również Paschę w 2011.